# Teddy Bill (Comic)
Teddy Bill ist ein von Étienne Le Rallic im realistischen Stil gezeichneter frankobelgischer Comic. 
Die Westernserie mit der Figur Teddy Bill als Titelheld erschien erstmals 1947 im belgischen Tintin und dessen niederländischen Version Kuifje sowie 1949 in der französischen Ausgabe von Tintin. Die Fortsetzungsgeschichten folgten direkt Jojo cow-boy, einem Westernabenteuer, das ebenfalls von Étienne Le Rallic stammte.
Der Verleger Michel Deligne gab die Alben 1977 in einer eigens dem Zeichner gewidmeten Reihe heraus.

## Geschichten
| Nr. | Titel                                |
| --- | ------------------------------------ |
| 1   | Défenseur des frontières 1 (1947/48) |
| 2   | Défenseur des frontières 2 (1948)    |
| 3   | La Flèche du soleil (1949/50)        |
| 4   | Alerte dans la prairie (1950/51)     |